# Забытые (фильм, 1989)
«Забытые» (англ. The Forgotten One) — американский триллер режиссёра Филлипа Бэджера.

## Сюжет
В дом, который предположительно населён призраками, приезжает мужчина. Несмотря на то, что он увлечён хорошенькой соседкой, мужчину соблазняет дух женщины, убитой в этом доме примерно сто лет назад…

## В ролях
- Терри О’Куинн — Боб Андерсон
- Кристи МакНикол — Барбара Стаппл
- Блэр Паркер — Эвелин Джеймс
- Элизабет Брукс — Карла
- Майкл К. Осборн — Диллон
- Эд Бэттл — Бум
- Дуэйн Каррингтон — риэлтор
- Билл Оллард — невысокий полицейский
- Филлип Дарлингтон — полицейский
- Рита Хейнс — официантка
- Рой Йерби — большой фермер
- Мартин Бойд — фермер
- Лайам Расселл — продавец
- Джордж Псилас — мужчина в машине
- Рекс Уитни — пьяный техасец
- Ребекка Вуд — барменша
- Роб Стал — завсегдатай
- Чип Рэнсфорд — завсегдатай
- Мэтт Расселл — завсегдатай
- Уэйн Бучанан — завсегдатай
- Джей Линч — завсегдатай
- Сьюзен Маул — завсегдатай
- Трой Брюэр — завсегдатай

## Съёмочная группа
- Постановка: Филлип Бэджер
- Сценарий: Филлип Бэджер
- Оператор: Джеймс Мэтерс
- Продюсер: Эндрю Б. Андерсен, Джей Б. Дэвис, Питер Гэррити
- Композитор: Кевин Хеджес
- Монтаж: Майкл Спенс
- Художник-постановщик: Тим Даффи
- Художник по костюмам: Маргарет Сьёберг
- Грим: Джоан Лоуренс
- Звукорежиссёры: Роберт Дэвид, Джон Вензон
- Спецэффекты: Филлип Дарлингтон
- Постановка трюков: Тим Дрнек